# Negazione
Negazione war eine italienische Hardcore-Punk-Band aus Turin, die von 1983 bis 1992 aktiv war. Sie erspielte sich eine Reputation als ausgezeichnete Live-Band und gilt als eine der wichtigsten und einflussreichsten Hardcore-Bands Italiens.

## Geschichte
1983 verließen Roberto „Tax“ Farano (Gitarre) und Orlando Furioso (Schlagzeug) ihre Band 5° Braccio und gründeten mit Guido „Zazzo“ Sassola (Gesang) und Marco Mathieu (Bass), die zuvor bei AntiStato gespielt hatten, Negazione.
Negazione gehörten mit Bands wie Declino (bei denen Farano Schlagzeug spielte), Raw Power und Cheetah Chrome Motherfuckers zur ersten Generation italienischer Hardcore-Bands. Obwohl ihre Texte oft persönlicher Natur waren, verstand sich die Band, besonders in den Anfangsjahren, als politische Band. Noch 1983 veröffentlichten Negazione ihre ersten Lieder. Auf dem Sampler L'Incubo Continua des Labels Disforia Tapes erscheinen sechs Stücke der Band.
Anfang 1984 verließ Schlagzeuger Furioso die Band und wurde durch Michele D’Alessio ersetzt. Mit ihm nahm die Band die Songs für Mucchio Selvaggio auf. Das Split-Album mit Declino wurde im August 1984 von Ossa Rotte Tapes veröffentlicht. Die Band begann erste Konzerte außerhalb Italiens zu geben und trat in Deutschland, Dänemark und den Niederlanden auf.
Nachdem Negazione mit D’Alessio 1985 ihre erste EP Tutti Pazzi aufgenommen hatten, wechselte die Band ein weiteres Mal den Schlagzeuger, und Fabrizio Fiegl (zuvor bei Upset Noise) stieß zu Band. Die Band hielt sich 1985 vorwiegend in Amsterdam auf, wo sie auch ihre zweite EP Condanati a morte nel vostro quieto vivere aufnahm. Negazione tourten durch Italien, die Niederlande, Deutschland, Dänemark und Spanien.
Anfang 1986 veröffentlichte das englische Label Children of the Revolution Records das Album Mucchio Selvaggio als Vinyl-LP. Negazione nahmen in Amsterdam ihr erstes Album Lo Spirito Continua auf. Wie auch schon die Condanati a morte...-EP wurde das Album von Dolf Planteijdt produziert. In Europa wurde die Platte vom holländischen Label Konkurrel und in den USA von Mordam Records veröffentlicht. Lo Spirito Continua wurde 2012 von der italienischen Ausgabe des Rolling Stone in die Liste der „100 Besten italienischen Alben“ aufgenommen, der Kritiker Massimiliano Osini nennt die Platte „eines der besten Alben des italienischen Rock“. Negazione tourten fast ununterbrochen durch ganz Westeuropa und erstmals auch England. 1987 veröffentlichte das kalifornische Label New Beginning Records die EP Nightmare. Die Lieder auf Nightmare sind dieselben wie auf Condanati a morte..., lediglich der Song Ancora Qui wurde durch eine Liveversion von Tutti Pazzi ersetzt.
Beim deutschen Label We Bite Records erschien 1988 das Folgealbum Little Dreamer. Es wurde von Theo van Rock, dem späteren langjährigen Live- und Studioproduzenten der Rollins Band, produziert. Nach den Aufnahmen zu Little Dreamer verließ abermals der Schlagzeuger die Band und Rowdy James von der niederländischen Band Pandemonium nahm kurzfristig Fiegls Platz ein. Theo van Rock war auch der Sound-Engineer der niederländischen Band Gore, und mit dieser gingen Negazione im Sommer 1988 auf Europatournee.
Nach der Tournee ersetzte Elvin Betty den Interims-Schlagzeuger James. Mit Betty nahmen Negazione im April 1989 die EP Behind The Door und die Single Sempre In Bilico auf, die beide von van Rock produziert und von We Bite Records veröffentlicht wurden. Das Label veröffentlichte im selben Jahr das Kompilationsalbum Wild Bunch (englisch für Mucchio Selvaggio), auf dem die Songs von Mucchio Selvaggio, Tutti Pazzi und Condanati a morte... enthalten waren. Nach knapp einem Jahr verließ Elvin Betty die Band wieder, und Negazione fanden in Giovanni „Jeff“ Pellino einen neuen Schlagzeuger.
Mit Pellino am Schlagzeug entstand 1990 100%, das letzte Negazione-Album. Wiederum von van Rock produziert, erschien die Platte in Europa und den USA auf We Bite Records, in Italien allerdings wurde sie von Godhead veröffentlicht. Godhead brachten auch eine einseitig bespielte Promo-Single heraus, auf der Negazione I think I see the Light von Cat Stevens coverten. I think I see the Light ist auch als Bonustrack auf der CD-Version von 100% enthalten. Negazione absolvierten zusammen mit der kanadischen Hardcoreband D.O.A. eine 30 Konzerte umfassende Tournee durch die Vereinigten Staaten.
1991 wechselten Negazione ein letztes Mal den Schlagzeuger, Massimo Ferrusi (vorher bei den Stinky Rats und Indigesti) ersetzte Jeff Pellino. Im September des Jahres spielten Negazione als Vorgruppe von AC/DC und Metallica vor 45.000 Zuschauern bei Monsters of Rock in Modena.
Nach neun Jahren und knapp 1000 Konzerten lösten Negazione sich 1992 auf. Da es vermehrt zu persönlichen Auseinandersetzungen innerhalb der Band kam, beschlossen Sassola, Farano und Mathieu das Kapitel Negazione zu beenden, und gaben am 19. Juli 1992 ihr Abschiedskonzert.

### Nach dem Ende der Band
Gitarrist Roberto Farrano schloss sich nach der Auflösung von Negazione der italienischen Band Fluxus an. Mit Schlagzeuger Massimo Ferrusi gründete er 1996 die Band Angeli. Farano spielte Gitarre und übernahm den Gesang. Er schrieb sämtliche Musik und Texte für Angeli, die sich 1999, nach der Veröffentlichung von zwei Alben, wieder auflösten. Seit 2002 betreibt er die offizielle Webseite Negazione.com.
Sänger Guido Sassola spielte nach Negazione kurzzeitig bei den Peggio Punx.
Bassist Marco Mathieu wandte sich dem Journalismus zu. Er schreibt heute unter anderem für La Repubblica und hat mehrere Bücher veröffentlicht. Am 15. Juli 2017 verunglückte Mathieu bei einem Verkehrsunfall in Rom. Der zum Zeitpunkt des Unfalls 53-Jährige lag daraufhin mehrere Jahre im Koma. Anlässlich des 55. Geburtstags Mathieus veröffentlichte Roberto Farrano mit dem Gitarrist Paolo Spaccamonti am 6. März 2019 die 10'' EP Young till I die, die dem gemeinsamen Freund gewidmet ist. An der Entstehung der Platte beteiligten sich weitere Freunde Mathieus, so der Grafiker Deemo, der die Cover der frühen Negazione-Veröffentlichungen gestaltete und der Fotograf Vittorio Catti, der ebenfalls bereits während der aktiven Zeit Negaziones mit der Band zusammenarbeitete. Die Platte enthält neben dem in Gedenken an Mathieu entstandenem Titelsong, auch eine Neuinterpretation des Negazione-Songs Lo Spirito Continua, den Mathieu und Farrano gemeinsam geschrieben haben. Marco Mathieu verstarb am 24. Dezember 2021.
Schlagzeuger Fabrizio Fiegl war nach seiner Zeit bei Negazione als DJ Fabri in der Reggae/Dance-Hall-Scene aktiv und war Mitglied der Gruppe Camels In Effect. Er verstarb 2011 als Folge eines Herzinfarkts.  Er hinterließ seine Frau und einen Sohn.
Schlagzeuger Giovanni Pellino feierte, nachdem er Negazione verlassen hatte, unter dem Pseudonym Neffa Erfolge als Rapper und Popmusiker.
2002 veröffentlichte das italienische Label V2 Records die Best-of-CD Tutti Pazzi - Negazione 1983–92.
Negazione (Sassola, Farano und Mathieu) veröffentlichten 2012 Il giorno del sole, ein Buch, in dem sie in Fotos und Texten die Geschichte der Band von 1984 bis 1988 erzählen. Dem Buch lag eine Best-of-CD mit Liedern aus dieser Periode bei.
2017 bringt das italienische Label Contempo Records das Box-Set La Nostra Vita. Es enthält Vinyl-Nachpressungen der EPs Tutti Pazzi, Condanati a morte..., Sempre in bilico und Behind the door sowie der Alben Lo Spirito Continua, Little Dreamer und 100%. Des Weiteren sind in der Box ein Tape mit den Liedern von Mucchio Selvaggio, ein T-Shirt, ein großformatiges Booklet mit Liner-Notes und Fotos sowie ein Poster enthalten.
Ebenfalls 2017 veröffentlichten Negazione ihre komplette Diskografie in digitaler Form auf der Musikplattform Bandcamp, welch alle offiziellen Veröffentlichungen der Band enthält. In der Folgezeit erweiterte die Band diese Veröffentlichung um eine Radiosession des Turiner Senders Radio Populare aus dem Jahre 1987, eine Kompilation von Aufnahmen in der Erstbesetzung mit Schlagzeuger Orlando Furioso, die 1983 entstanden, sowie mehrere Livemitschnitte ganzer Konzerte, aufgenommen unter anderem in Paris, Birmingham, Grenoble und Eindhoven.

## Diskografie

### Alben
- 1984: Mucchio Selvaggio (Ossa Rotte Tapes, Split-Tape mit Declino)
- 1986: Lo Spirito Continua (Konkurrel)
- 1988: Little Dreamer (We Bite Records)
- 1990: 100% (We Bite Records)

### EPs und Singles
- 1985: Tutti Pazzi (Negazione Selbstverlag)
- 1985: Condannati a morte nel vostro quieto vivere (Negazione Selbstverlag)
- 1989: Sempre in bilico (We Bite Records)
- 1989: Behind the door (We Bite Records)
- 1990: I Think I See the Light (Godhead Records, Promo, one-sided)
- 2019: Roberto Tax Farano & Paolo Spaccamonti Young Till I Die / Lo Spirito Continua (Escape From Today Records) Die Platte ist Marco Mathieu gewidmet, der zum Zeitpunkt der Veröffentlichung seit 17 Monaten im Koma lag.

### Kompilationen
- 1987: Nightmare (New Beginning Records)
- 1989: Wild Bunch - The Early Days (We Bite Records)
- 2002: Tutti pazzi 1983–1992 (V2 Records)
- 2012: Il giorno del sole (Shake Edizioni, Buch mit CD, ISBN 978-88-97109-24-2)
- 2017: La Nostra Vita (Contempo Records, Box-Set)
- 2017: Digital Discography (Negazione Selbstverlag, digitale Veröffentlichung)

### Samplerbeiträge
- 1983: L'incubo continua (Disforia Tapes)
- 1984: International P.E.A.C.E. Benefit Compilation (R Radical Records)
- 1986: Emma (M.A. Draje Records)
- 1995: We Bite Records 100 (We Bite Records)
- 1995: Hate / Love (SOA Records)